# Dimorphostylis acroplicata
Dimorphostylis acroplicata är en kräftdjursart som beskrevs av Hiroshi Harada 1960. Dimorphostylis acroplicata ingår i släktet Dimorphostylis och familjen Diastylidae. Inga underarter finns listade i Catalogue of Life.